# Selvavetere
Selvavetere, talvolta indicata anche come Selva Vetere, è una frazione del comune laziale di Fondi, in provincia di Latina.

## Storia
Il territorio su cui sorge la frazione fu abitato sin dall'antichità, tramite la costruzione di palafitte, e corrisponde in parte a quello dove sorgeva Amyclae (in greco Αμύκλαι), antica città colonia della Magna Grecia. Originariamente piccola località agricola situata a circa 500 metri dal mare, Selvavetere conosce una discreta urbanizzazione, espandendosi verso la costa, tra gli anni '60 e '70 del XX secolo, principalmente a causa del settore turistico balneare in espansione.

## Geografia
Parte della piana di Fondi, Selvavetere si estende per circa 2 km lungo il litorale tirrenico, tra la contigua Salto di Fondi e Sperlonga (6 km a sud-est). L'abitato si sviluppa anche all'interno, fin quasi alla propaggine sudorientale del lago di Fondi, nel cui parco naturale è parzialmente ricompreso; ed è litoralmente limitato dai due rami del Canale Sant'Anastasia.
La frazione, situata a pochi km ad ovest dei laghi costieri Lungo e San Puoto, e dal Monte Rotondo; dista 11 km da Fondi, 12 da Terracina, 16 da Monte San Biagio, ed è grossomodo equidistante da Roma (112 km a nord) e Napoli (115 km a sud).

## Economia
Oltre al settore agricolo, il settore economico principale di Selvavetere è quello turistico. La località è piuttosto recettiva sia per il turismo balneare, per via dell'estensione costiera e delle strutture alberghiere presenti; che per quello naturalistico, data la vicinanza col parco naturale del Lago di Fondi, e con le aree lacustri di San Puoto e Lago Lungo, presso il confine con Sperlonga.

## Infrastrutture e trasporti
Selvavetere è attraversata dalla strada statale 213 Via Flacca, che collega Terracina con Gaeta e Formia e, tramite l'allaccio con la strada statale 7 Via Appia presso Terracina, ha un collegamento piuttosto celere anche con Latina. La strada provinciale 102 la collega sia con Fondi che con la sua stazione ferroviaria, Fondi-Sperlonga, sulla linea Roma-Formia-Napoli e distante 8 km. La strada provinciale 100 bypassa il centro (dal lato orientale), collegando la SP 102 con la SS 213 presso il lago San Puoto.